# Tai phake
Le tai phake ou phake (တႝၸႃကေ ou ၸႃကေ en tai phake), ou encore tai phakial, est une langue taï-kadaï, parlée dans l'Assam, dans le nord-ouest de l'Inde.

## Histoire de la langue
Les Tai Phake sont arrivés dans la région au milieu du XVIIe siècle. Au nombre de 2 000, ils pratiquent le bouddhisme et sont bilingues en assamais.

## Répartition géographique
Les Phake vivent dans 11 villages situés dans les districts de Dibrugarh et de Tinsukia dans l'Assam, ainsi que dans celui de Tirap dans l'Arunachal Pradesh.

## Sources
- (en) David Bradley, « East and Southeast Asia », dans Christopher Moseley, Encyclopedia of the world’s endangered languages, Milton Park, Routledge, 2007, 349-424 p. (ISBN 9780700711970)
- (en) George van Driem, « South Asia and the Middle East », dans Christopher Moseley, Encyclopedia of the world’s endangered languages, Milton Park, Routledge, 2007, 283-348 p. (ISBN 9780700711970)